# Kim Yun-jae
Kim Yun-jae (14 mei 1990) is een Zuid-Koreaans shorttracker.

## Carrière
In 2008 won Kim de wereldtitel voor junioren door drie van de vier afstanden te winnen. Na deze zege duurde het enige jaren voordat hij echt doorbrak bij de senioren. Op de wereldkampioenschappen shorttrack 2013 in Debrecen won hij zilver op de 1500 meter en dankzij een overwinning op de 3000 meter superfinale (die niet als wereldtitel telt) won hij ook zilver in het eindklassement achter landgenoot Sin Da-woon.
Kim werd geselecteerd om Zuid-Korea op de Olympische Winterspelen 2014 te vertegenwoordigen, maar stond reserve voor de aflossing en kwam niet in actie. Een maand later, op de wereldkampioenschappen shorttrack 2014 reed hij wel de aflossing en kwam met de Zuid-Koreaanse ploeg tot een zilveren medaille achter de Nederlandse mannen.